# Christophe Brandt
Christophe Brandt (Lieja, 6 de maig de 1977) va ser un ciclista belga, professional des del 2000 fins al 2010.

## Palmarès
- 1997
  - Vencedor d'una etapa a la Volta a Limburg amateur
- 1999
  - 1r al GP Joseph Bruyère
- 2002
  - 1r a la Druivenkoers Overijse

### Resultats al Tour de França
- 2002. 35è de la classificació general
- 2003. 52è de la classificació general
- 2004. No surt (7a etapa)
- 2005. 56è de la classificació general
- 2006. 40è de la classificació general
- 2008. Abandona (19a etapa)

### Resultats a la Volta a Espanya
- 2007. 132è de la classificació general
- 2009. 125è de la classificació general

### Resultats al Giro d'Itàlia
- 2004. 14è de la classificació general
- 2005. 33è de la classificació general
- 2006. Abandona (4a etapa)
- 2009. 70è de la classificació general